# Fasanenhof (Wiesentheid)

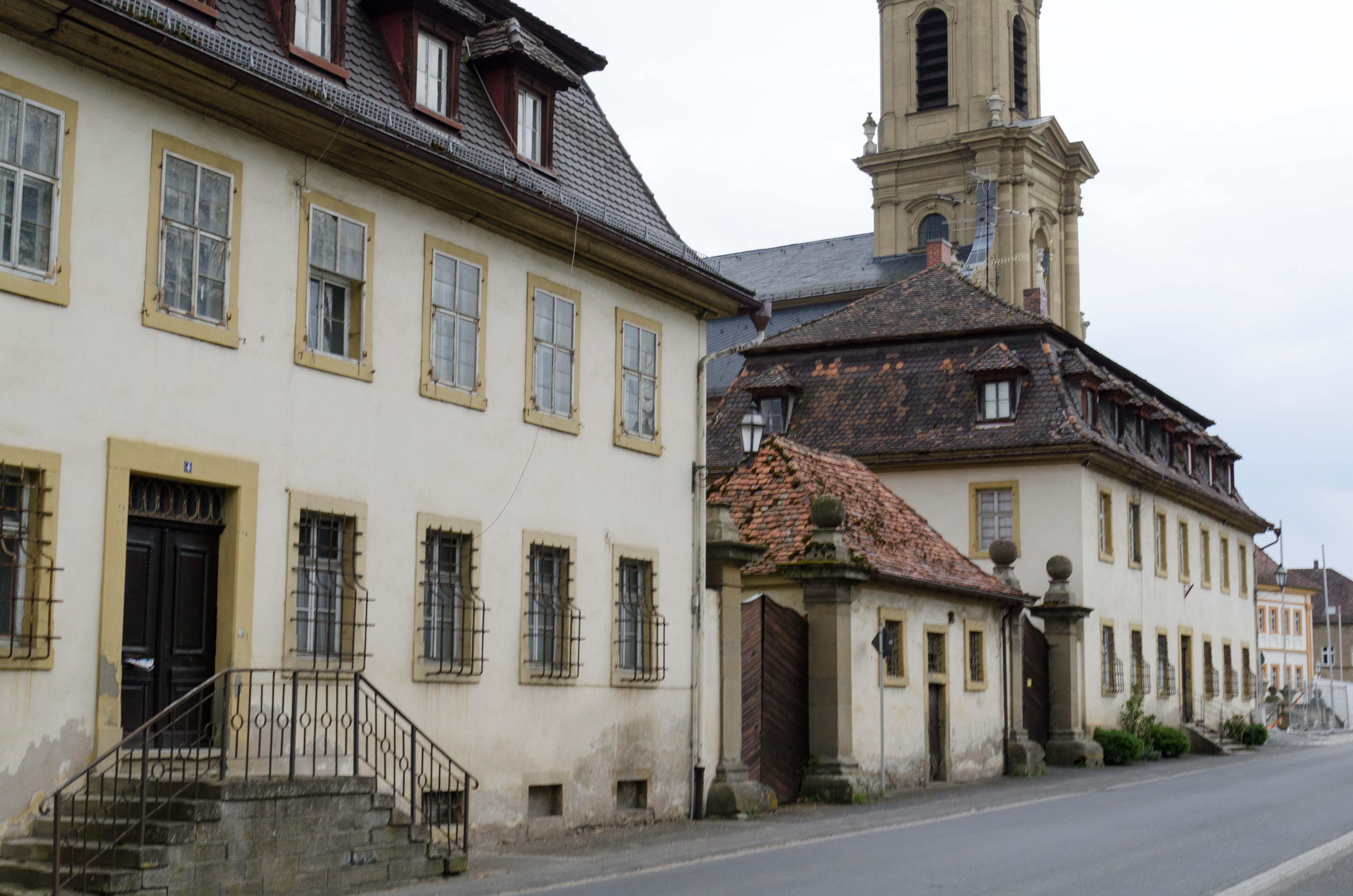
Der Fasanenhof in der Kanzleistraße

Der Fasanenhof (Adressen Kanzleistraße 2, 4, früher Hausnummern 152 und 153) ist ein denkmalgeschütztes Gebäude im barocken Ortskern des unterfränkischen Wiesentheid. Es ist Teil des Ensembles Schloss Wiesentheid.

## Geschichte
Die Bauten in der südlichen Kanzleistraße sind eng mit dem barocken Ausbau des Residenzortes Wiesentheid zu Beginn des 18. Jahrhunderts durch die Grafen von Schönborn verbunden. Die Blickachse zum Wiesentheider Rathaus entstand in den Jahren 1723 bis 1729, die Baulichkeiten wurden vom Baumeister Johann Georg Seitz errichtet. Der Fasanenhof vermittelt zwischen der weiter südlich befindlichen Mauritiuskirche und dem größeren Seehof weiter im Norden.
In die Bauten zogen die Verwaltungsbeamten des kleinen Fürstentums Wiesentheid ein. Kurz nach ihrer Errichtung brachte man hier allerdings auch Ställe und Scheunen unter. Die entsprechenden Bauten im Schönbornschloss waren durch den Umbau aufgelöst worden. Woher der Fasanenhof seinen Namen erhielt, ist unklar. Eventuell verweist er auf den Verwalter einer Fasanerie, der hier seinen Wohnsitz hatte. Vielleicht spielt der Name auch auf die Nähe zum Fasanenbach an. Die Bauten in der Kanzleistraße sind heute zu reinen Wohnhäusern umgewandelt. Das Bayerische Landesamt für Denkmalpflege ordnet die Baulichkeiten als Baudenkmäler ein.

## Beschreibung

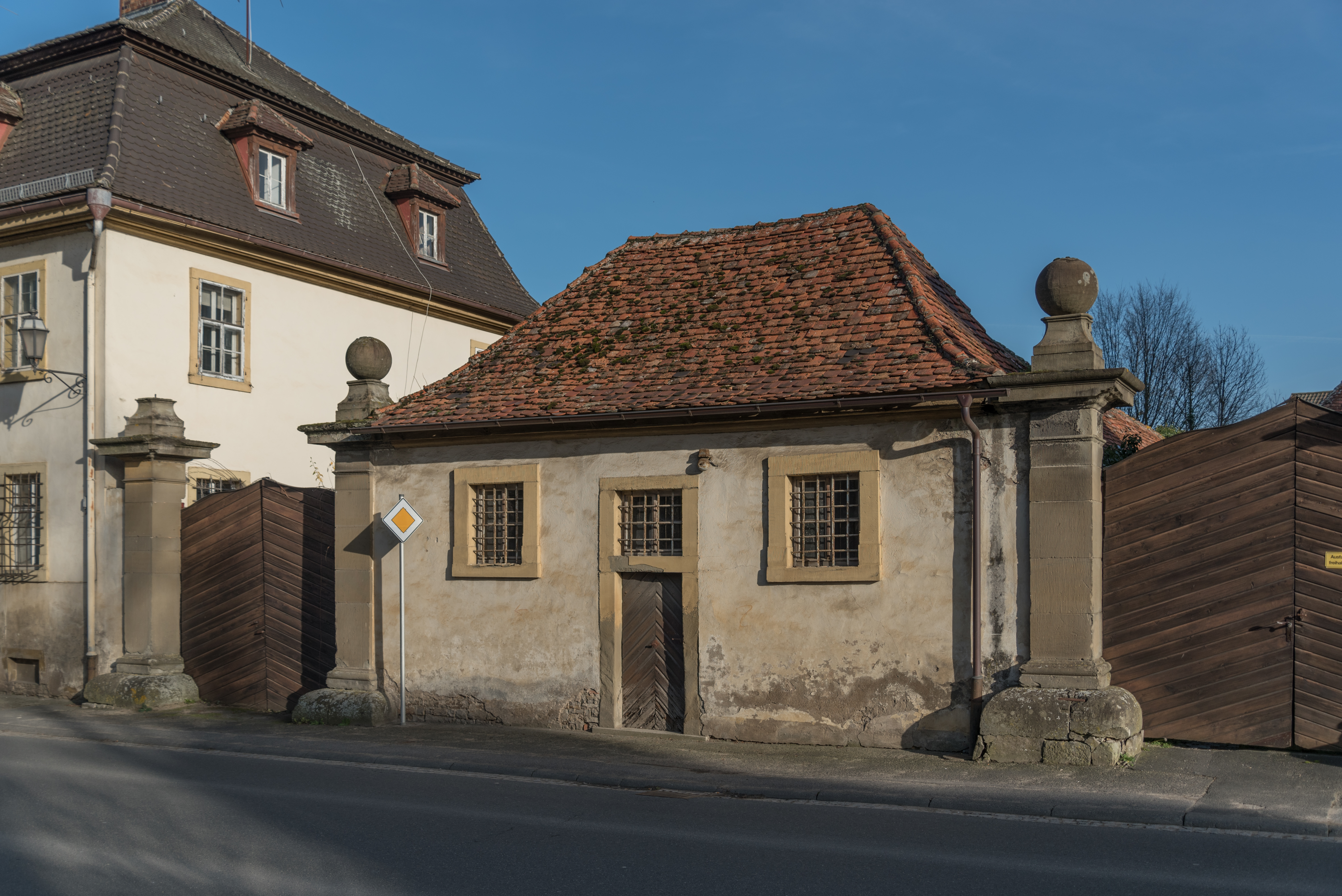
Der Mittelbau des Fasanenhofes

Der Fasanenhof besteht eigentlich aus zwei bzw. drei Einzelbauwerken, sodass das eigentliche Hofareal heute auch zwei Adressen umfasst. Aufgrund der barocken Erscheinung des Hofes spielt allerdings die Achsensymmetrie eine große Rolle und die beiden Hofhälften gleichen sich weitgehend. Lediglich die Innenräume weisen heute eine andere Aufteilung auf, weil das linke Haus lange Zeit als Brauerei genutzt wurde. Der Fasanenhof besteht aus zwei zweigeschossigen Mansarddachbauten mit Pfeilerportalen und einem eingeschossigen Mittelbau.
Die Treppengestaltung beider Bauten unterscheidet sich. Während beim linken Haus eine Doppeltreppe zum Portal überleitet, wurde beim Rechten eine einfache Treppe angebracht. Beide Portale finden im Zentrum der Bauwerke. Die Fenstergewände sind teilweise einfach profiliert. Zwischen den Eckbauten und dem Mittelbau vermitteln zwei Hofportale, die mit dem typisch fränkischen Vasenaufsätzen abschließen. Der Mittelbau selbst ist ein eingeschossiges Häuschen mit drei Achsen. Es wurde zeitweise als Brauereiausschank genutzt, später war hier die Gemeinschaftsgefrieranlage des Ortes untergebracht.